# 明特恩 (加利福尼亞州)
明特恩（英語：Minturn）是位於美國加利福尼亞州馬德拉縣的一個非建制地區。該地的面積和人口皆未知。

## 地理
明特恩的座標為37°08′23″N 120°16′28″W / 37.13972°N 120.27444°W，而該地的平均海拔高度為72米（即236英尺）。